# 塔佩納加縣

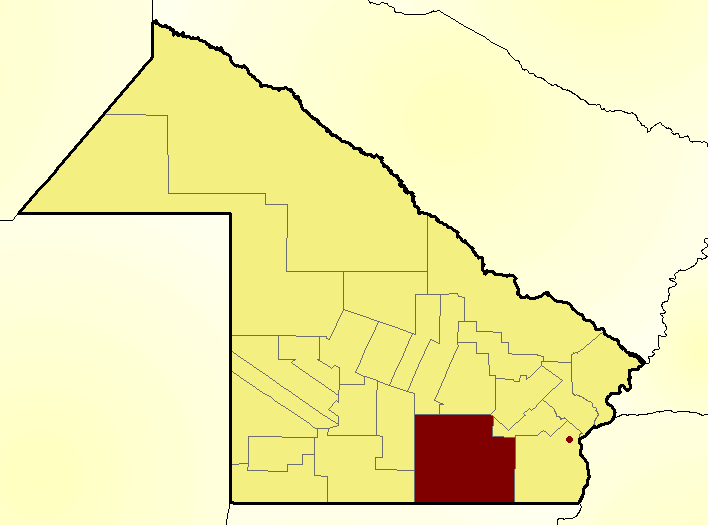

塔佩納加縣（西班牙語：Departamento Tapenagá），是阿根廷的縣份，位於該國北部查科省，首府設於查拉代，南面是聖大非省，面積6,025平方公里，2010年人口4,097，人口密度每平方公里0.68人。
27°38′S 59°54′W / 27.633°S 59.900°W